# Czeczeli Károly
Czeczeli Károly (Barcs, 1951. december 4. – 2017. április 10.) válogatott labdarúgó, hátvéd.

## Pályafutása

### A válogatottban
1975-ben egy alkalommal szerepelt a magyar válogatottban.

## Sikerei, díjai
- Magyar bajnokság
  - 2.: 1975–76

## Statisztika

### Mérkőzései a válogatottban
| Magyarország | Magyarország   | Magyarország         | Magyarország | Magyarország | Magyarország | Magyarország       | Magyarország | Magyarország |
| #            | Dátum          | Helyszín             | Hazai        | Eredmény     | Vendég       | Kiírás             | Gólok        | Esemény      |
| ------------ | -------------- | -------------------- | ------------ | ------------ | ------------ | ------------------ | ------------ | ------------ |
| 1.           | 1975. május 7. | Budapest, Népstadion | Magyarország | 2 – 0        | Bulgária     | olimpiai selejtező | -            |              |
|              | Összesen       |                      |              | 1            | mérkőzés     |                    | 0            | gól          |